# Бібрське ЛВУМГ
Бібрське лінійне виробниче управління магістральних газопроводів — структурний підрозділ управління магістральних газопроводів «Львівтрансгаз», створене в 1977 році.
Управління експлуатує газопроводи Іванцевичі-Долина II—III нитки, КЗУ II, Дашава-Мінськ, Пукеничі-Долина.
Чисельність працюючих — 470 осіб.

## Історія
Бібрське ЛВУМГ було створене в жовтні 1977 року згідно з наказом ВО «Львівтрансгаз» № 468 від 25.10.1977 року. Начальником управління був призначений Шустикевич Іван Володимирович.

## Структурні підрозділи

### КС «Бібрка»
Перший компресорний цех зведений у 1979 році, другий — у 1984 році. Кожен з цехів обладнані десятьма газоперекачуючими агрегатами СТД 4000-2 з відцентровими нагнітачами типу 280-12-7. Загальна потужність двох цехів становить 80 МВт.

### КС «Комарно»
Раніше Комарнівська компресорна станція перебувала у складі єдиного виробничого підрозділу. Із січня 1999 року — окремі структурні підрозділи: Комарнівське лінійно-виробниче управління магістральних газопроводів УМГ «Львівтрансгаз» і Комарнівський газопромисел ГПУ «Львівгазвидобування». Пізніше Комарнівське ЛВУМГ було об'єднане із Бібрським.
Передумовою створенню станції був стрімкий розвиток газової промисловості краю після 1924 року, коли зі свердловини в Дашаві було отримано природний газ. У 1929 році був прокладений газопровід Дашава — Львів. 1939 року почалось транспортування газу по газопроводу «Дашава — Сталева Воля» (Польща).
1948 року, після введення Дашава — Київ, почалася безкомпресорна подача газу до Тернополя та Києва.
В 1949 році на території тодішніх Комарнівського і Рудківського районів була проведена геологічна розвідка. Вже наступного року було пробурено першу експериментальну свердловину. 1950 року почалося інтенсивне освоєння родовища на глибині 1380—1450 метрів, У 1950 — 1960-х роках будуються нові експортні газопроводи діаметром 520 і 720 мм від Комарно до Дроздович, а далі до Ярослава (Польща). Для збільшення видобування газу і подачі його в Польщу побудовані компресорні станції в 1967 році в Комарно і в 1972 році в Хідновичах, які були оснащені газомотокомпресорами.
У 1957 році розпочали транспортування газу в Польщу. В кінці 1950-х років були введені в експлуатацію потужні свердловини.
В 1961 році з Комарного було прокладено трубопровідну магістраль на Мінськ, і далі,— в Прибалтику. Через рік — на Добротвірську ТЕС.
З метою збільшення експортних поставок російського газу в Польщу, з допомогою спеціалістів «Газобудови» (м. Забже), в 1980 році була введена в експлуатацію компресорна станція «Комарно» із газотурбінними газоперекачувальними агрегатами. Також був побудований пункт передачі-прийому газу в Дроздовичах, інші об'єкти і споруди.